# Amplifier
 Amplifier ist eine Alternative-Rock-Band aus Manchester, Großbritannien.

## Bandgeschichte
Im Plattenladen von Neil Mahony fanden Sel Balamir, Matt Brobin und er selbst zusammen. Alle drei hatten bereits Erfahrungen in diversen Bands gesammelt. Ihr erstes gemeinsames Konzert gaben sie im Mai 1999. Ihr Debütalbum Amplifier erschien im Mai 2004 bei dem britischen Label Music for Nations und wurde von der englisch- und auch deutschsprachigen Musikpresse sehr wohlwollend aufgenommen. Nach der Label-Pleite und dem Wechsel zum Label SPV wurde das Album im Juni 2005 als Doppel-CD wiederveröffentlicht. Die zweite CD enthält neben den Videos und B-Seiten der Singleauskopplungen auch den bis dahin nur auf dem Digipak erhältlichen Song Half Life.
Die EP The Astronaut Dismantles Hal, welche sechs Stücke und einen Hidden Track beinhaltet, erschien in Deutschland am 14. Oktober 2005 und zeigte eine stilistische Weiterentwicklung der Band auf. So wurden beispielsweise elektrische Schlagzeugloops beim Lied Into the Space Age eingebunden. Zuerst wurde jeder Bestandteil des Schlagzeugs getrennt und unabhängig voneinander aufgenommen und nachher im Computer, mittels eines Samplers, wieder zu einem Beat zusammengesetzt.
Das zweite Album mit dem Titel Insider erschien Ende September 2006. Für Balamir war der Vorgänger „langsamer, tiefer gespielt, mit längeren Songs – wie Mantras“. Hier uferten die Stücke nun weniger aus, waren „kompakter“. Die Aufnahmen zum Live-Video Procedures wurden zum Auftakt der Deutschlandtournee im Oktober 2006 in Köln und München gedreht.
Amplifier verbindet eine Freundschaft mit der ebenfalls aus Manchester stammenden Band Oceansize, mit welcher sie bereits eine größere Anzahl an gemeinsamen Konzerten gespielt haben.
Der ehemalige Oceansize-Gitarrist und Sänger Steve Durose ist seit 2011 festes Mitglied der Band.
Im Februar 2011 erschien mit The Octopus das dritte Studioalbum der Band. Erhältlich ist das Doppelalbum als Special Edition inklusive 70-seitigem Booklet sowie als Digipak mit 8-seitigem Booklet.
Im März 2013 erschien das vierte Studioalbum Echo Street.

## Stil
Der Gitarren- und Basssound wird mit zahlreichen Effekten modifiziert, auch der Gesang ist in einigen Songs verzerrt oder mit Effekten angereichert zu hören. Musikalisch beeinflusst wurden sie von klassischem Rock bzw. Hard Rock bis hin zu Progressive Rock. Bands wie Led Zeppelin, The Who, Pink Floyd, Tool und Soundgarden können hier genannt werden.

## Diskografie

### Studioalben
- 2004: Amplifier (Wiederveröffentlichung mit Bonus-EP 2005)
- 2006: Insider
- 2011: The Octopus (Doppelalbum, Verkäufe: + 20.000)[10]
- 2013: Echo Street
- 2014: Mystoria
- 2017: Trippin’ with Dr. Faustus
- 2023: Hologram
- 2025: Gargantuan

### EPs und Singles
- 2003: The Consultancy
- 2004: Neon
- 2005: The Astronaut Dismantles HAL (EP)
- 2005: Everyday Combat (Promo)
- 2006: Procedures (Promo)
- 2009: Eternity (limitierte und signierte Raritäten-EP)
- 2011: Fractal (Vier-Track-EP zum kostenlosen Download)
- 2013: Sunriders (EP [Echo Street Special Edition])
- 2014: Residue
- 2015: Residue (Part Two)
- 2017: Record (EP)

### Kompilationen
- 2018: Intro

### Videoalben
- 2003: The Consultancy
- 2004: Neon
- 2005: Everyday Combat
- 2006: Procedures
- 2011: The Wave
- 2011: Planet of Insects
- 2013: Matmos